# キンマ
キンマ（蒟醤）は
1. 南アジアや東南アジア、オセアニアなどで用いられる、噛む嗜好品。噛みタバコではない。
2. 1.に利用される植物。
3. 2.漆塗り手工芸品の一つ。

以上はすべて本稿で説明する。

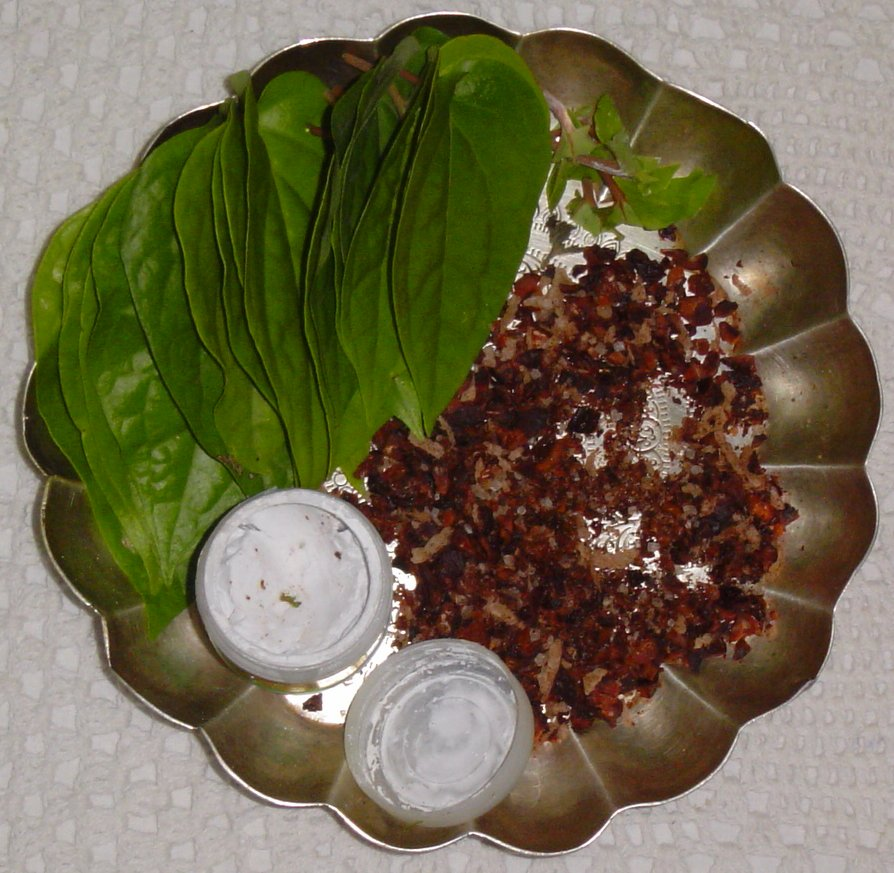
キンマの葉、刻みビンロウジ、石灰

キンマの名称は以下に記述するように用法に多少、混乱があり注意を要する。
日本に於いては、キンマとはビンロウジと石灰とキンマの葉を噛む習慣を考慮して、そのすべてをまとめてキンマと呼ぶことが多い（#嗜好品としてのキンマ）。日本語におけるキンマの語は、タイ語における「キン（食べる）+マーク（ビンロウジ）」（ビンロウジ（檳榔子）を食べる、の意）という語の訛である。ビンロウジとはビンロウ（檳榔、ヤシ科 Areca catechu、ビンロウジとの区別でビンロウジュ（檳榔樹）とも言う）の実のことを言う。マークという言葉の本来の意味は「実」であったが、タイに於いてはアユタヤ王朝時代から、貴賤問わず広く服用され日常性が高かったために、「実を食べる」という略語的用法がそのまま「キンマを用いる」という意味になっていった。
一方で日本においては室町時代に伝来し、本草学の研究や漆器などで知られるようになり、本草学では「蒟醤」、漆器では金馬や蒟醤と表記された。のちに日本では「キンマ」の言葉自体が、元々の「実（あるいはビンロウジ）を食べる」という本来の意味からはずれ、ビンロウジと一緒に口に入れる葉の名前として借用されることになった（#植物としてのキンマ）。
また後に記述するように、キンマはタイで広く愛好されたが、痰壺やキンマの道具入れなどの用具が発達し、上流階級では漆を塗ったりして、凝ったものを作るようになっていった。これは江戸時代の日本にも輸出され、蒟醤手という名で茶人の香入れとして愛用された（#キンマの文化）。

## 植物としてのキンマ
キンマ（蒟醤、学名: Piper betle）はコショウ科コショウ属のつる性の常緑多年草の1種である。ハート型の光沢のある葉をつけ、高さ1メートル (m) ほどになる。白い花をつけるが目立たない。薬効のあるのは葉である。本来の分布地はマレーシアであるが、インド、インドネシア、スリランカでも自生している。
キンマの葉は精油を含み、有効成分の多くはアリルベンゼン化合物である。主な成分はチャヴィベトール（ベテルフェノール；3-ヒドロキシ-4-メトキシアリルベンゼン）とされるが、チャヴィコール（Chavicol：p-アリルフェノール；4-アリルフェノール）、エストラゴール（Estragole：p-アリルアニソール；4-メトキシアリルベンゼン）、オイゲノール（アリルグアイアコール；4-ヒドロキシ-3-メトキシアリルベンゼン；2-メトキシ-4-アリルフェノール）、メチルオイゲノール（オイゲノールメチルエーテル；3,4-ジメトキシアリルベンゼン）、ヒドロキシカテコール（2,4-ジヒドロキシアリルベンゼン）も含まれる。
また、キンマの精油にはテルペン類が含まれている。内訳はモノテルペン2種（p-シメンとテルピネン Terpinene）、モノテルペノイド2種（シネオールとカルヴァクロール Carvacrol）、セスキテルペン2種（カディネン Cadinene とカリオフィレン Caryophyllene）。
健胃薬、去痰薬など、様々な方法で薬用される。アーユルヴェーダでは媚薬とされた。マレーシアでは頭痛、関節炎、関節の痛みを和らげるのに用いる。タイと中国では歯痛に用いる。インドネシアではキンマを煎じて殺菌剤とする。その他、キンマを煎じたものは消化不良、便秘、鼻づまりを治したり、母乳の分泌を助けるのに用いられる。インドでは虫下しにも用いる。味は非常に渋い。
リンネの『植物の種』(1753年) で記載された植物の一つである。

## 嗜好品としてのキンマ

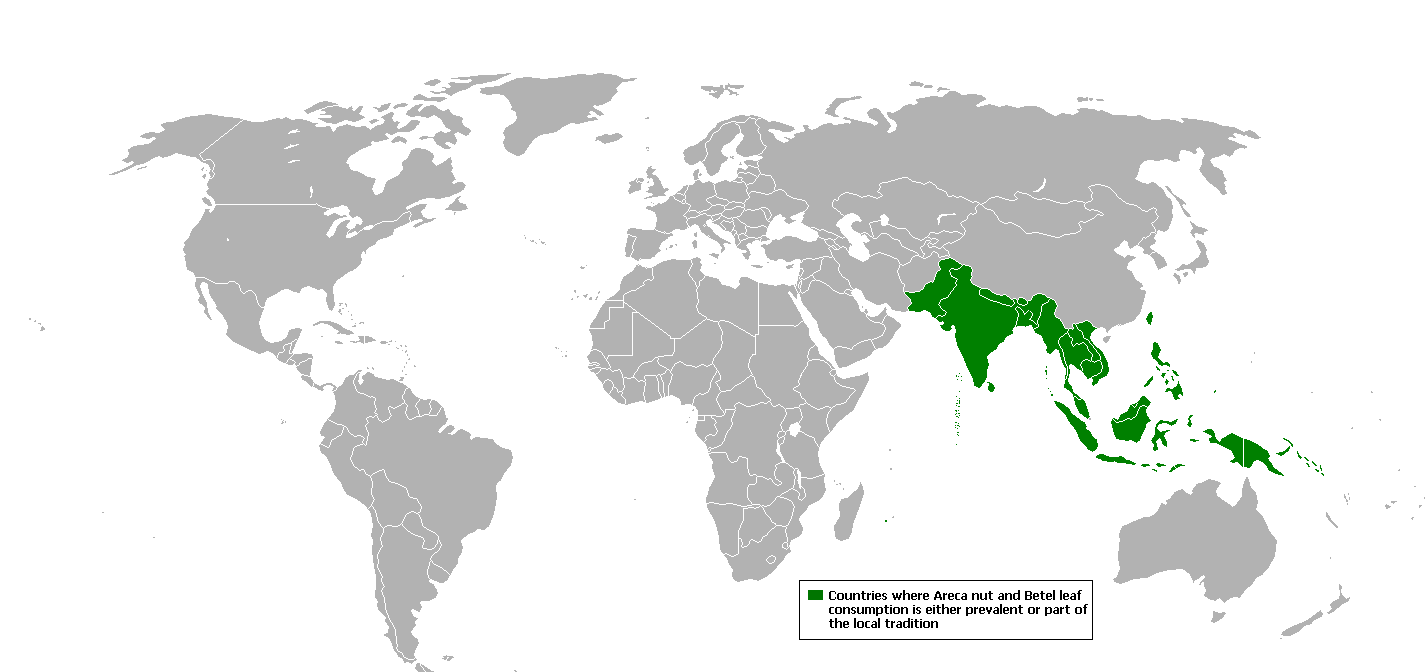
世界におけるキンマの消費

ビンロウジを薄く切って乾燥させたものとキンマの葉に、水で溶いた石灰を塗り、これを口に含み噛む。この時、好みにより他の香りのある木を細かく砕いたものや、非常に希であるがタバコの葉を混ぜることもある。噛んでいる間は渋みが広がり、大量に口中に溜まる唾はビンロウジの赤い色に変わる。飲み込まず頻繁に唾を吐き出すことでそれを処理する。ビンロウジには依存性があり、何回も用いると次第に手放し難くなる。また、使用することでアルコールに酔った様な興奮を催す。石灰を含んでいるため赤くなった唾液と共に歯にこびりつき、歯が褐色に変色する。また、常習によってあごに変形をきたす。最近ではキンマ噛みを行なうことにより、口腔ガンが発生しやすくなることも報告されているが、これらの副作用は主にキンマよりもビンロウジによるものである。

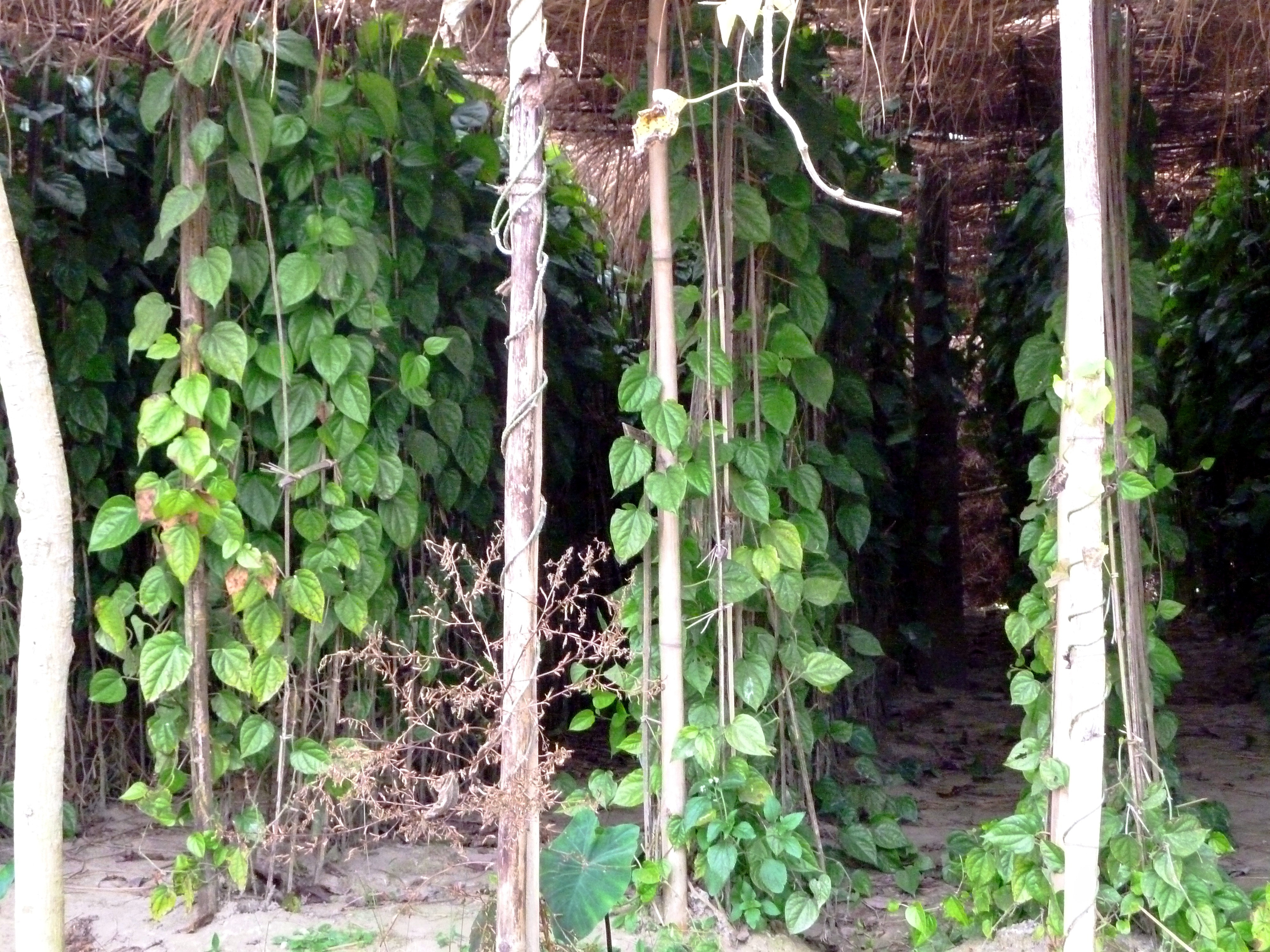
キンマの栽培、西ベンガル州にて

## キンマの文化
キンマは西洋文化が流れ込んでくる以前は、貴賤・年齢問わず広く用いられた。台湾では、キンマの常習であごが変形した先史時代の人骨が出土しており、その嗜好品としての歴史は極めて古い。子供でも物心がつくと用いることがあったほどであった。背景には熱帯性気候の中での重労働による労苦を癒す目的が有ったと考えられる。
この異様なほどの普及はキンマ入れや痰壺の発展を生み出した。特にタイでは沈金の影響を受けて、竹で編んだかごに漆を何回も塗り、彫刻で模様を施した後に、彩漆を塗ったものの表面を削ってなめらかにしたキンマ入れ（蒟醤手）が作られた。16世紀からは産地が移行しミャンマーで盛んに作られるようになる。
日本へは室町時代中期（15世紀頃）に伝来し、茶人を中心に香入れとして愛用された（日本には嗜好品として風習は伝わらなかった）。江戸時代に入ると高松藩の玉楮象谷が精緻な漆工芸品を制作して名を残した。象谷が完成させたキンマ技法は、香川漆器として現代に継承されている。
このように高度に工芸品として発達したキンマ入れは特に東南アジアでは社会的地位を示す重要なもので、結納品としても重要な品の一つとなった。また各地には、キンマにまつわる言い回しも大きく残っている。
このように豊かな文化を生み出したキンマであるが、反面で歯が褐色に変わるため、また、西洋の文化の伝来と共に、噛んで嗜んでいるときに赤い唾液を吐き出すことから不潔な習慣ともみなされ、東南アジアや南アジアでも若者の世代を中心に廃れていった。また、口腔ガンの発生する確率が高くなるという現実もキンマ離れを促進した。現在でもキンマの愛好者は減少傾向にある。

### 各国のキンマ
南アジア（インド、パキスタンなど）では、キンマの葉にビンロウジ、香辛料、果物、砂糖、タバコなどを包んだものを「パーン」（Paan）と呼び、噛んで清涼感を楽しむ習慣がある。キンマとビンロウジはインド人、特にヒンドゥー教徒の伝統文化と密接に関わっており、司祭への謝礼はしばしばキンマの葉に包まれる。インドでは、ビハール州パトナの近くで産するマガディ（"Magadhi"）種（名称は古代インドのマガダ国に由来する）のキンマを最高級品とする。

### タイにおけるキンマ
タイに於いてもキンマ（マーク）は大きな位置を占めており、西洋化以前にはキンマを包む作法が上流階級の女性の教養の一つとされていた。ピブーンソンクラーム首相時代にラッタニヨム（愛国信条）により、「文化的でない」として生産の中止が呼びかけられ、新たな愛好者の出現が大きく妨げられた。その後、世代交代と共に徐々にキンマ愛好者は減っていき、現在では農村部の老人などに見ることが出来るのみである。しかし、慣用句などには現在でもその影響を見て取ることが出来る。以下はその例である。
- 西洋のキンマ…ガム
- キンマを食べる…殴られて口から血を吐く（キンマを用いることで赤い唾液が垂れることから）
- キンマを配る…喧嘩を売る（上記に関連して）

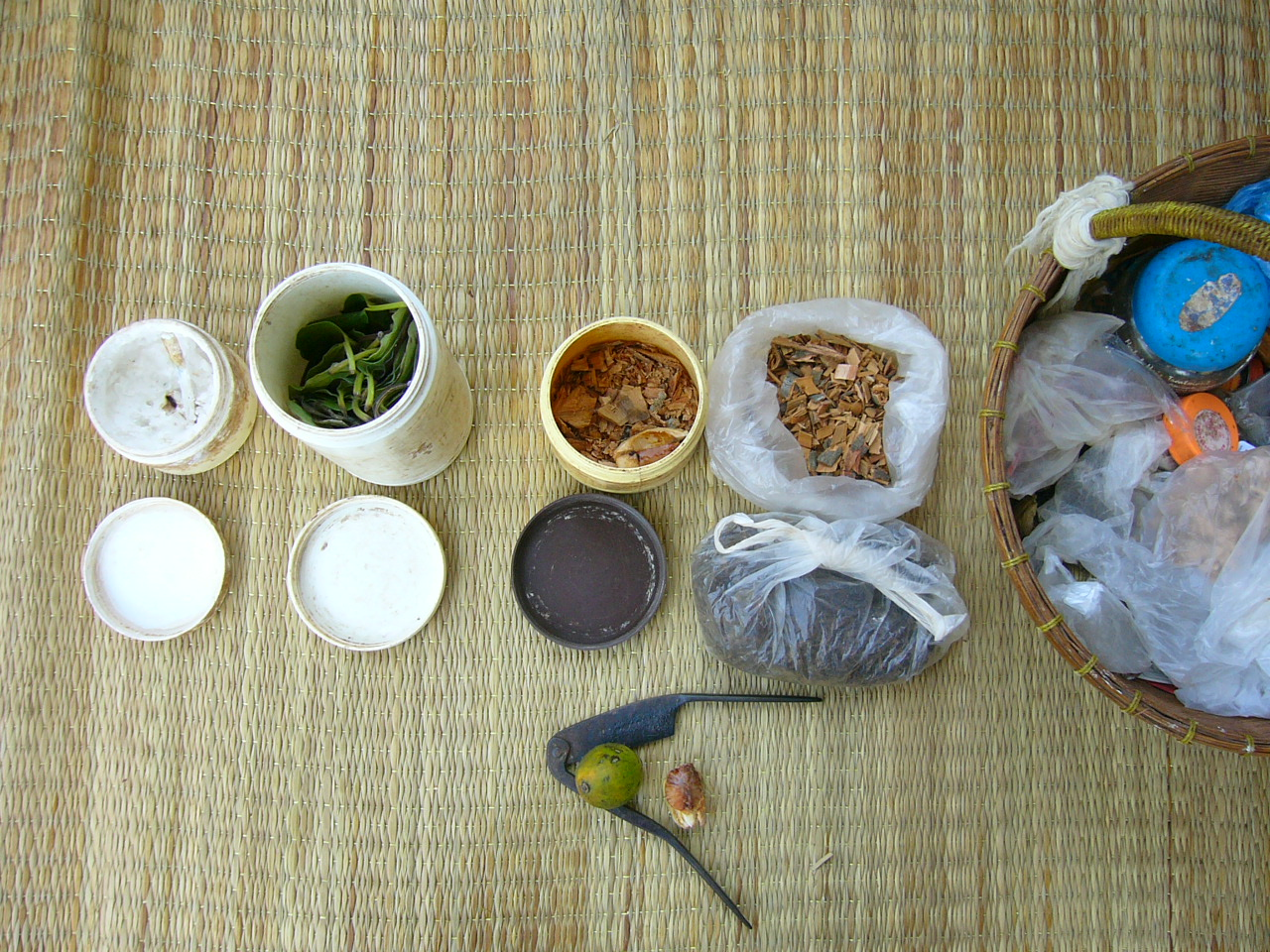
タイのキンマ一式。
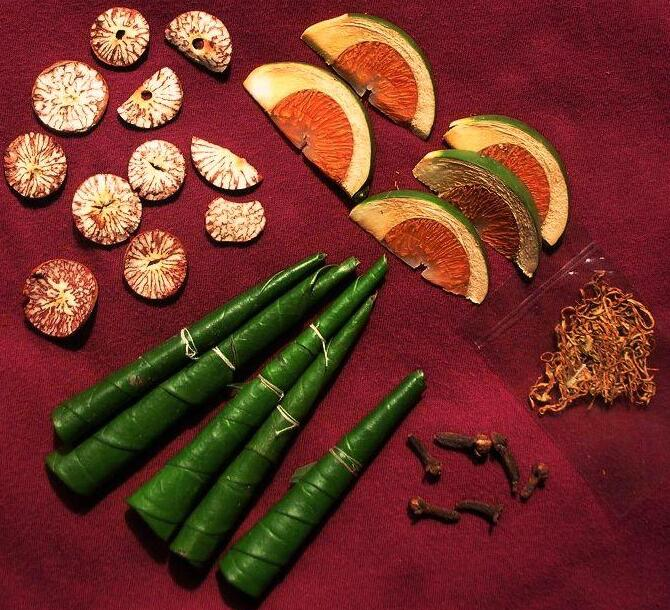
パーン一式。左上から時計回りに乾燥したビンロウ、生のビンロウ、タバコ、クローブ、キンマ）
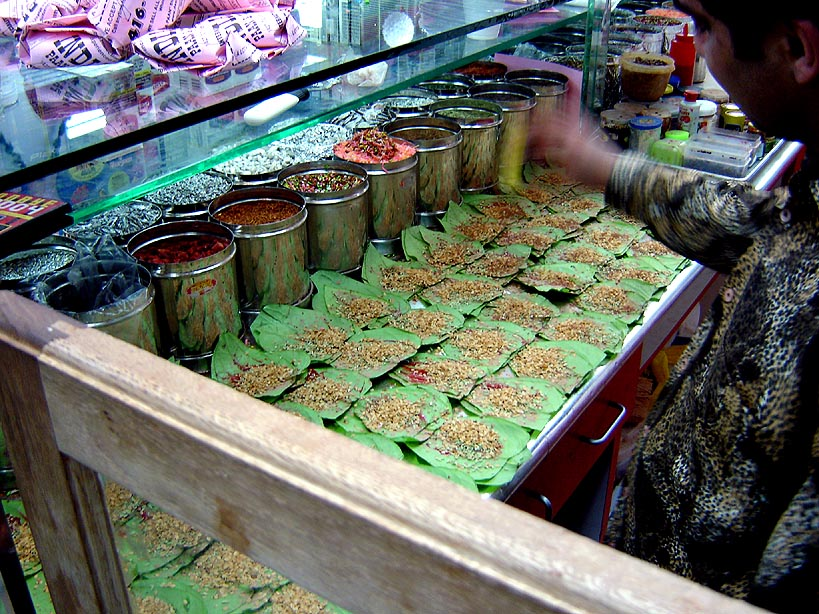
パーンを配合しているところ。インド
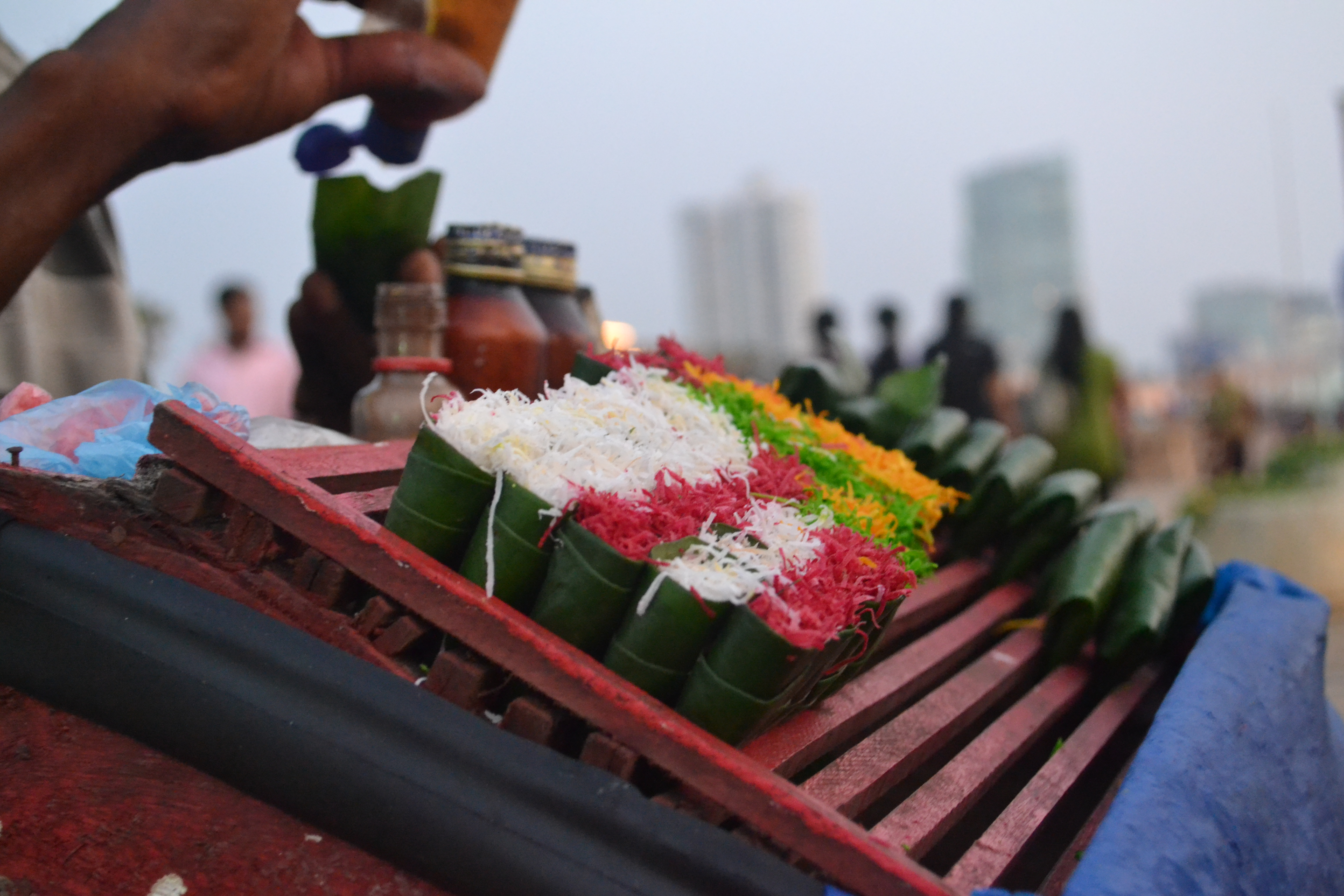
ビーダ（キンマ）。コロンボ、ゴール・フェイス・ビーチにて
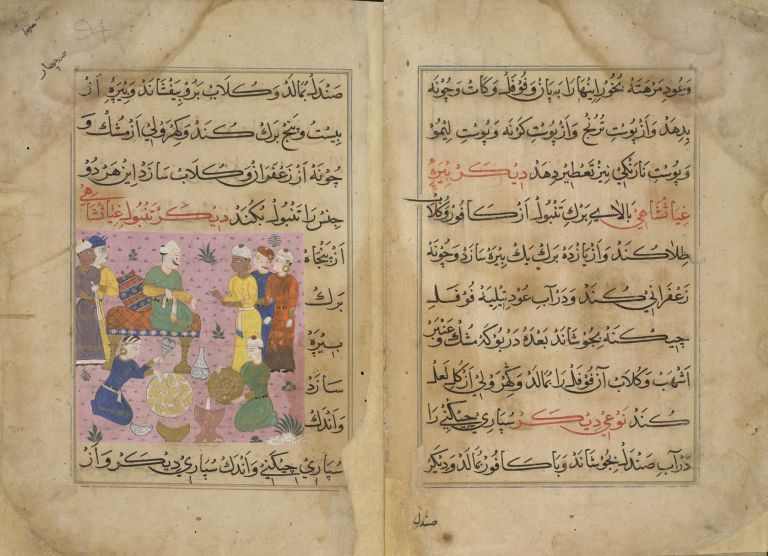
マーンドゥーのスルターン、ギヤースッディーン・ハルジーがキンマの葉にローズウォーターとサフランが加えられるのを見ている。16世紀の料理書ニンマトナーマ・イ・ナーシルッディーン・シーャヒーより
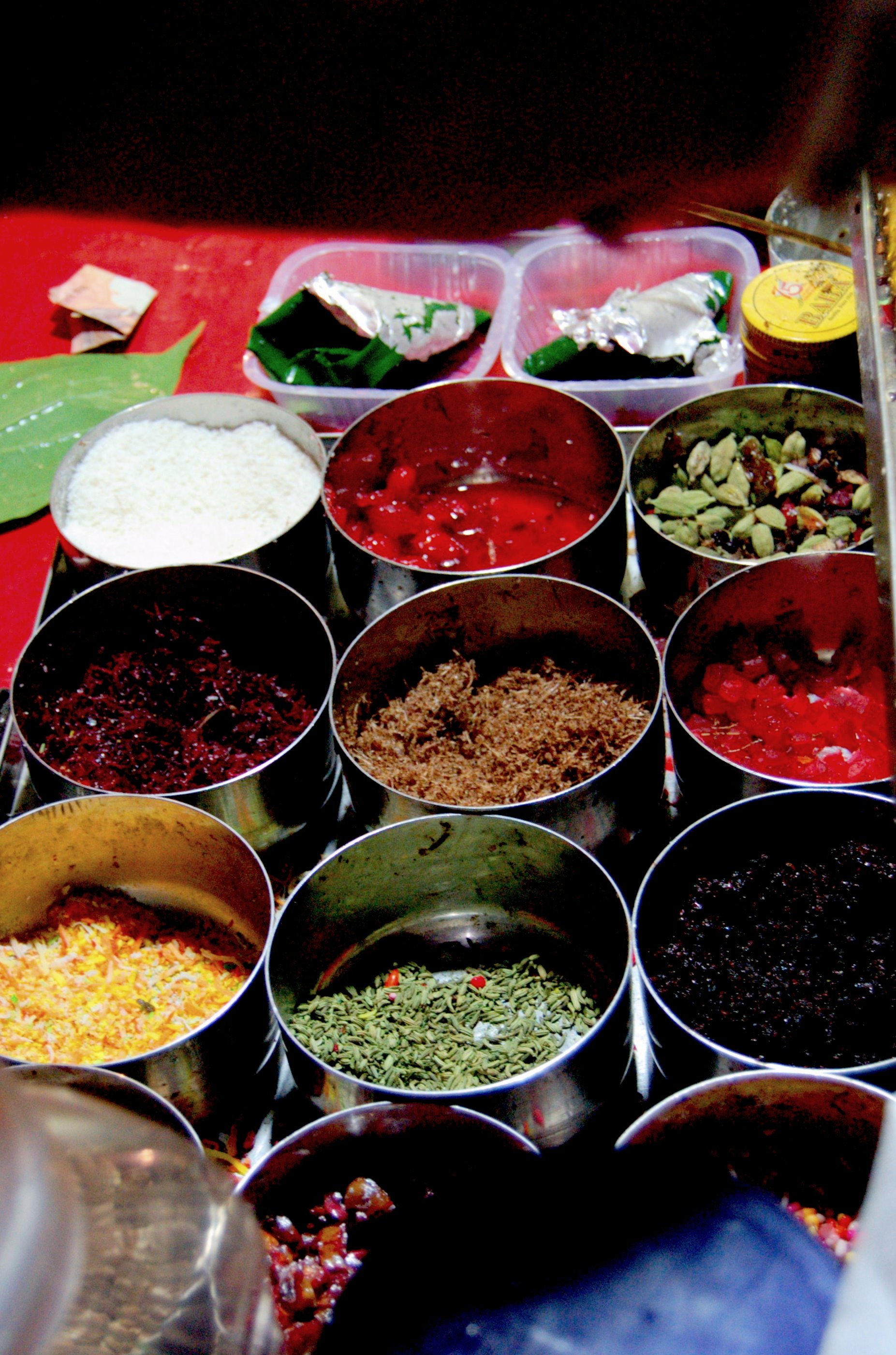
パーンの材料。デリーにて
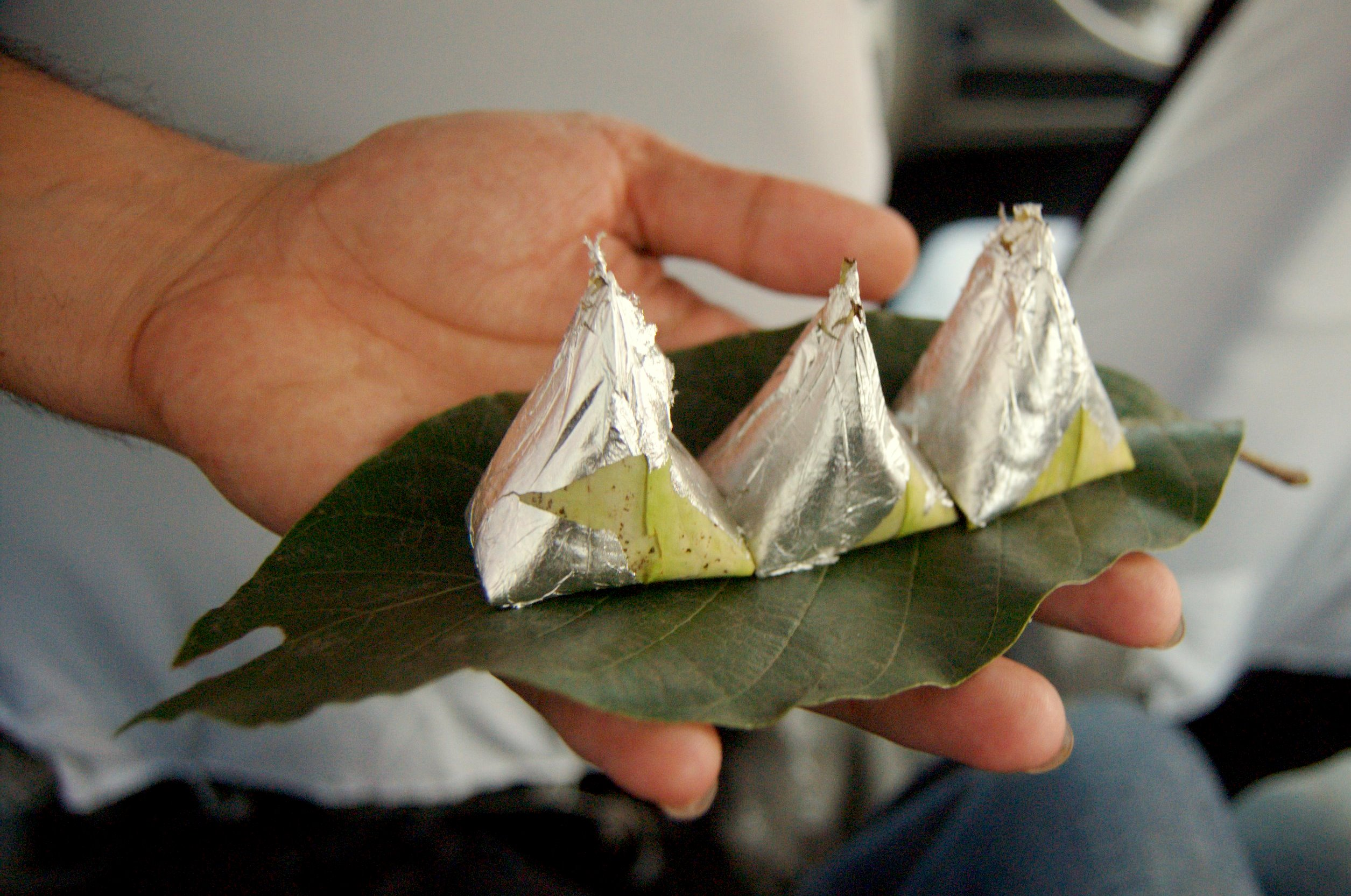
銀箔で包まれたパーン。サールナートにて
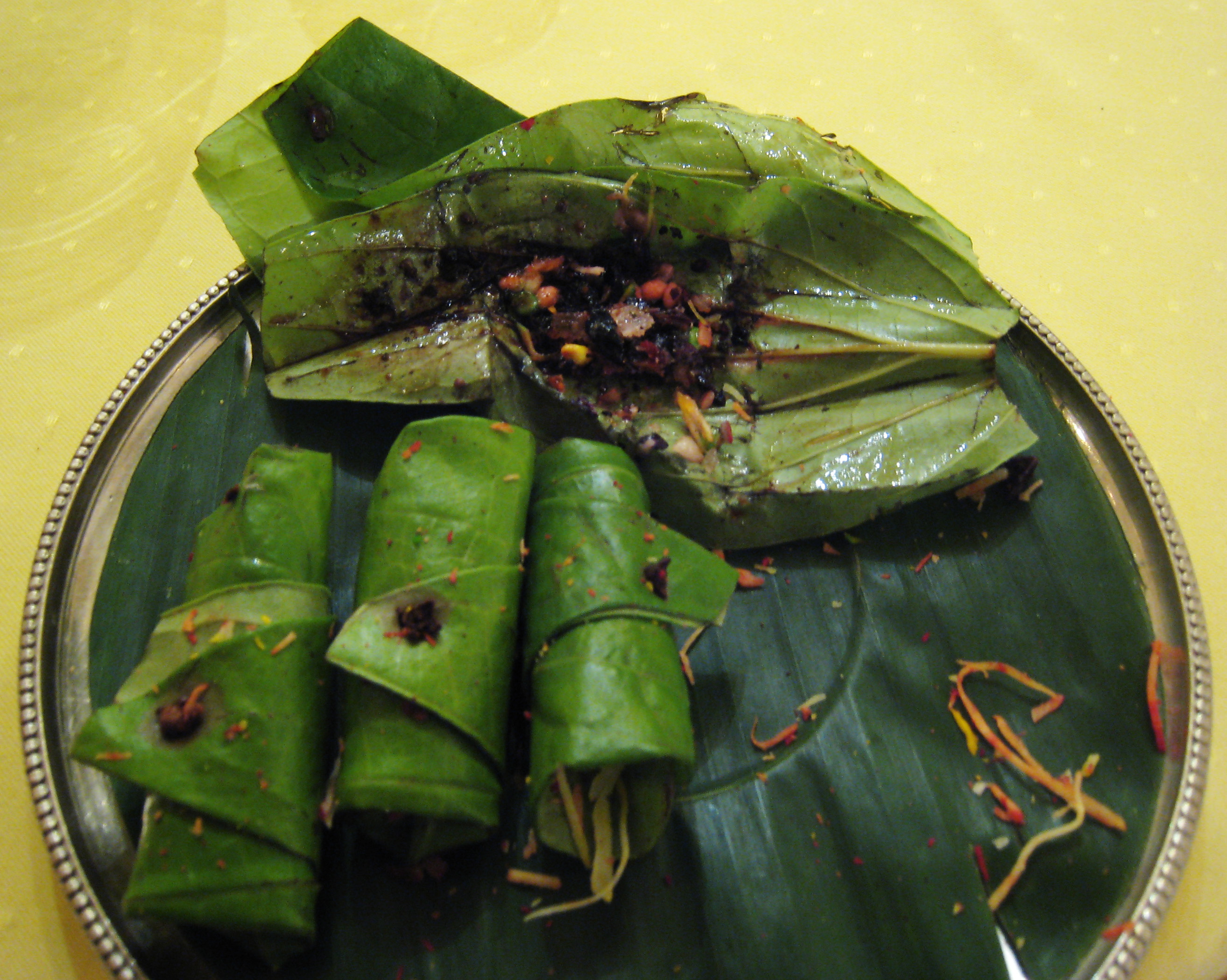
南インド式パーン。バンガロールにて
クパンのイカット売り（キンマ常習者）。前歯に付着しているのは噛んだキンマ
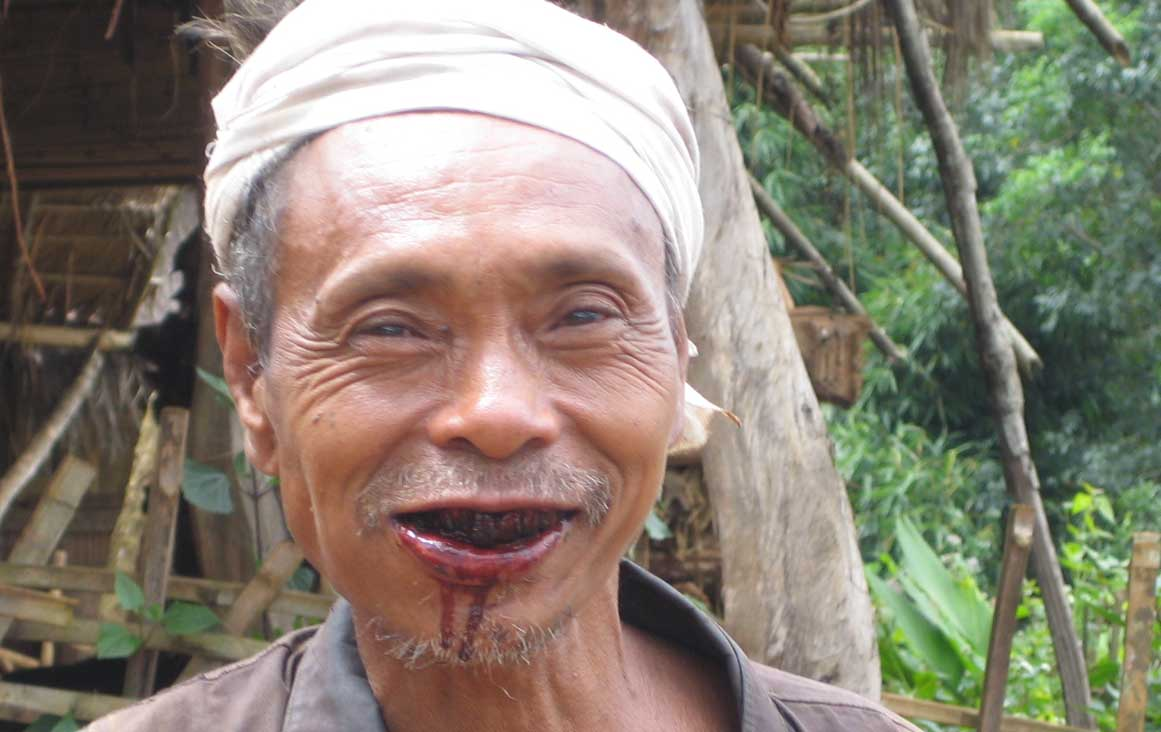
ミャンマー、シャン州にて
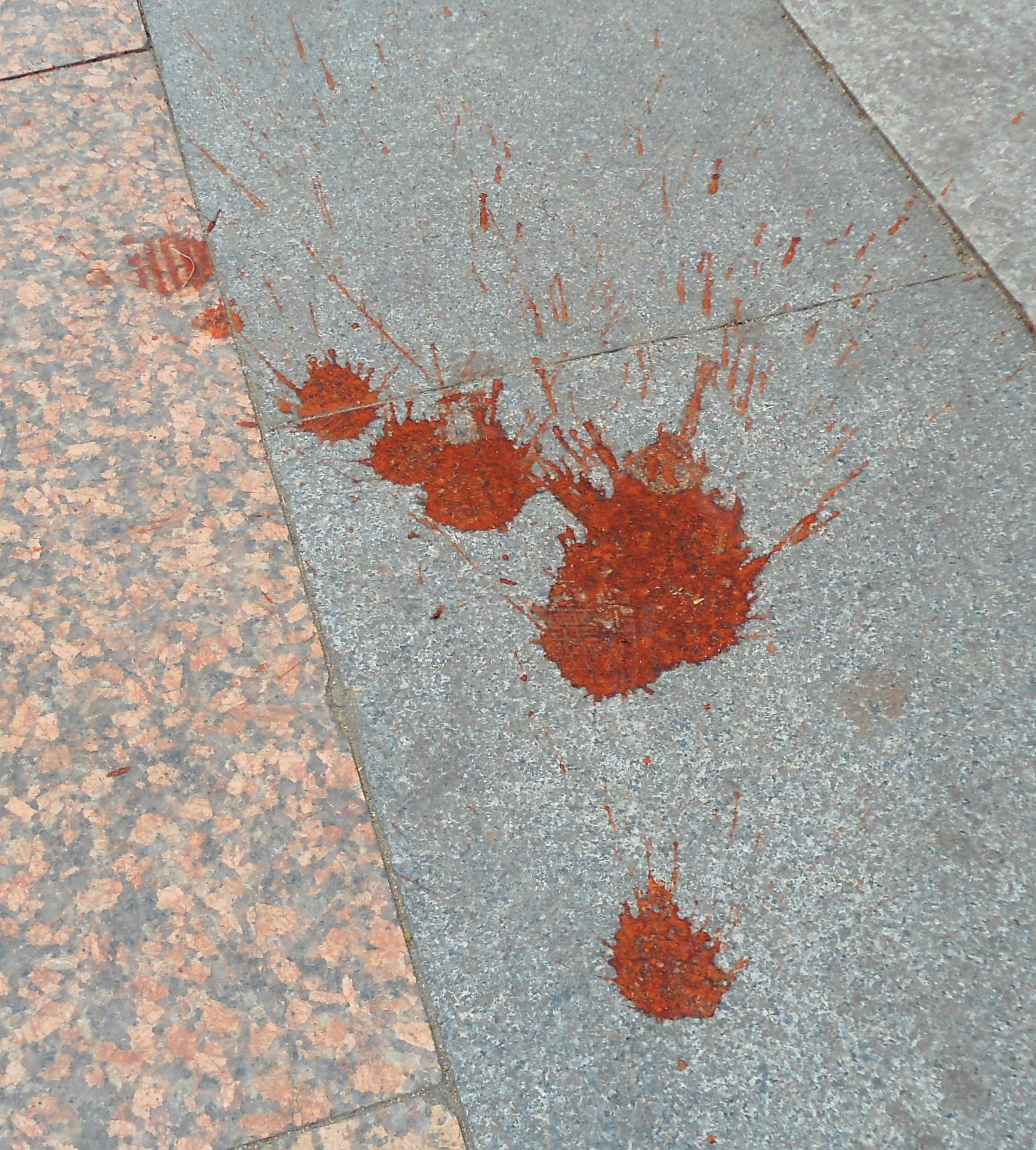
キンマを噛んで赤く染まった唾液。海口市にて
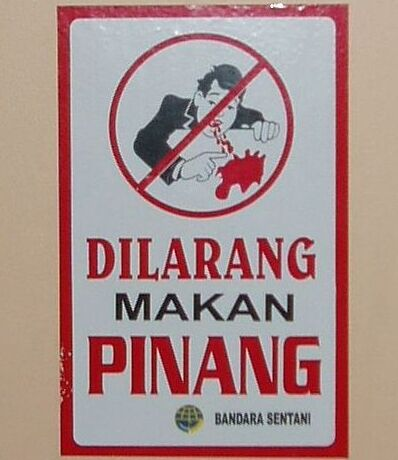
「ピナン（キンマ）禁止」の標識。ジャヤプラのセンタニ空港にて

 ウィキメディア・コモンズには、キンマに関するメディアがあります。